# Kõpu (Pajusi)
Kõpu – wieś w Estonii, w prowincji Jõgeva, w gminie Pajusi.